# Reamostragem (estatística)
Em estatística, reamostragem (em inglês e no jargão do meio resampling) é qualquer de uma variedade de métodos para realizar-se o seguinte:
1. Estimativa da precisão de amostras estatísticas (medianas, variâncias, percentagens) pelo uso de subconjuntos de dados disponíveis (jackknifing) ou traçando-se aleatoriamente com reposição de um conjunto de pontos de dados bootstrapping)
2. Marcações de intercâmbio sobre pontos de dados quando realizando testes de significância (testes de permutação, também chamados testes exatos, testes de aleatorização, ou testes de re-aleatorização)
3. Modelos de validação pelo uso de subconjuntos aleatórios (bootstrapping, validação cruzada)

Técnicas comuns de reamostragem incluem bootstrapping, jackknifing e testes de permutação.